# Eriogonum hemipterum
Eriogonum hemipterum är en slideväxtart som först beskrevs av Torr. & A. Gray, och fick sitt nu gällande namn av S. G. Stokes. Eriogonum hemipterum ingår i släktet Eriogonum och familjen slideväxter. Inga underarter finns listade i Catalogue of Life.